# El Jicote (Nayarit)
La localidad ejidal de El Jicote está situada dentro de la jurisdicción del municipio de Tepic, que a su vez es la Cabecera Municipal y Capital política del Estado de Nayarit. El Jicote está conformado por un total de 1, 642 habitantes y se encuentra a 180 metros de altitud.

## Historia
Esta comunidad comenzó a gestarse mediante la dotación de tierras hasta convertirse en un ejido, el cual fue constituido formalmente en el año de 1935 con la participación de apenas 35 ejidatarios quienes contaban con una extensión territorial total de 1,218 hectáreas, posterior a este periodo hubo una ampliación de 660 hectáreas para once ejidatarios más que se unieron a la comuna; actualmente se cuenta con cerca de 130 ejidatarios, pero ya no hubo ampliación de tierras. La totalidad de las tierras han sido repartidas entre estos ejidatarios.

## Estructura sociopolítica
Al formar parte de una cabecera municipal, la comunidad rural de El Jicote, no tiene una estructura política propia, sin embargo, es designado un representante ante las autoridades gubernamentales para ser portador de la voz de los residentes de dicha población, de igual forma el representante es considerado la máxima autoridad del lugar y recibe el título de Presidente o Comisariado ejidal. Así mismo, cuentan con las figuras del delegado regional y el presidente del Comité de Acción Ciudadana.
Debido a la falta de oportunidades y a las condiciones de vida, cierto porcentaje de la comunidad emigra y la mayoría de ellos es radicada en los Estados Unidos. Del mismo modo se cuenta con las constantes visitas de gente de otros estados que tienen alguna relación con gente de este pueblo y de gente de otras comunidades aledañas.

## Deporte y Educación
En materia educativa cabe mencionar que El Jicote cuenta con jardín de niños, escuelas primaria, secundaria y preparatoria pertenecientes tanto al sector público como al capital privado.
En materia deportiva se puede destacar que El Jicote forma parte de la Liga Municipal de Béisbol de Tepic, oscilando su categoría entre el primer y segundo grupo de la tercera fuerza de la Liga.

## Grupos Étnicos
Tepic ocupa el segundo lugar en el Estado en cuanto a población indígena con sus 4,375 habitantes de diferentes etnias. Entre éstas, destacan por su número la Huichol con 3,276 integrantes, de los cuales hay una gran concentración en El Jicote, donde además existe una reserva de esta comunidad indígena.

## Cultura y Tradiciones
inician el 1.er sábado de marzo
El objetivo principal de sus tradicionales fiestas es conmemorar el aniversario de la fundación de la comunidad ejidal, y consisten en una serie de actividades y eventos que dan inicio con la coronación de su reina el día 1 de marzo y sus princesas seguidas de un grandioso baile, continuando con el izamiento a la bandera, para pasar al desfile tradicional de autoridades ejidales acompañados por las monarcas del lugar, donde también se mantienen presentes la comunidad estudiantil de la zona, algunos clubes de los jóvenes y de la tercera edad provenientes de comunidades aledañas y locales. Por la tarde, y después de la comida hay también un gran jaripeo. Se cierran los festejos en la plaza principal con un baile y un espectáculo de juegos pirotécnicos.
Es muy corto el antecedente que se tiene de las fiestas en este lugar, ya que son apenas cinco años que se lleva a cabo una celebración de esta naturaleza, la finalidad es que la gente de este lugar organice de manera tradicional estas fiestas para que las familias tengan un momento de diversión en su pueblo. De la misma forma se repiten estas festividades durante la época decembrina pero con las adaptaciones referentes a la fecha.
otra de las fiestas es la que se celebra a la virgen los días 7-8 y 9 de diciembre

## Economía, Infraestructura y Recursos Naturales
Junto a las principales localidades del municipio como Tepic, Francisco I. Madero, San Cayetano, Bellavista, El Tigre y Camichín de Jauja representan aproximadamente el 92 % de la población. La actividad productiva de estas localidades es el reflejo de la unidad que existe en la zona rural, la cual, forma una sola región con el fin común de ir por el progreso integral de la misma.
Por ser un área en su totalidad rural, la zona se destaca por la producción de artículos agrícolas, específicamente existe un gran auge en la producción de tabaco, nanche, mango y ciruela. Así mismo, la localidad cuenta ya con una planta industrial para la transformación del mango, de un producto primario a uno secundario, lo que marca el ingreso a la era de la tecnología y modernidad en la población nayarita.
El Jicote es una zona arbolada donde prevalece el clima templado-tropical y en su extensión territorial también se cuenta con una fracción del Río Grande de Santiago Totolotlán que nace en el Lago de Chapala, corre por los estados de Jalisco y Nayarit, y forma parte del sistema Lerma-Chapala-Santiago, que es el segundo río más largo de México, considerándose desde su nacimiento hasta la desembocadura en el Océano Pacífico. Este río lleva su cauce a través de los municipios de Santiago Ixcuintla, Tepic y San Blas. Dicho río es la principal fuente del sistema acuífero de la región, del cual se abastecen mediante la aplicación de una inversión en infraestructura que dio como resultado un moderno sistema de riego para beneficiar el campo que es su principal sector productivo, creando zonas extremadamente fértiles y aptas para la agricultura. Al hablar de infraestructura también cabe mencionar que este poblado se ubica a un costado de la carretera principal hacia Tepic.
De igual manera, la comunidad cuenta con un activo sector comercial de lo cual se puede hacer mención a las distintas tiendas de abarrotes, de frutas finas, venta de comida casera, panaderías, tortillerías, misceláneas, farmacias, depósito de cerveza, salón de juego y de fiestas, una caseta central de teléfonos así como la tienda gubernamental CONASUPO forman parte del sector productivo del poblado.